# Mitsubishi Starion
Mitsubishi Starion (укр. Мітсубісі Старіон) — дводверний чотиримісний задньоприводний спортивний автомобіль з кузовом хетчбек та чотирициліндровими турбодвигунами, що виготовлявся компанією Mitsubishi з 1982 по 1989 рік. Автомобіль створений на основі Galant Sigma. Змінені варіанти продавались в Північній Америці як «Conquest» під брендами Chrysler, Dodge та Plymouth.

## Опис

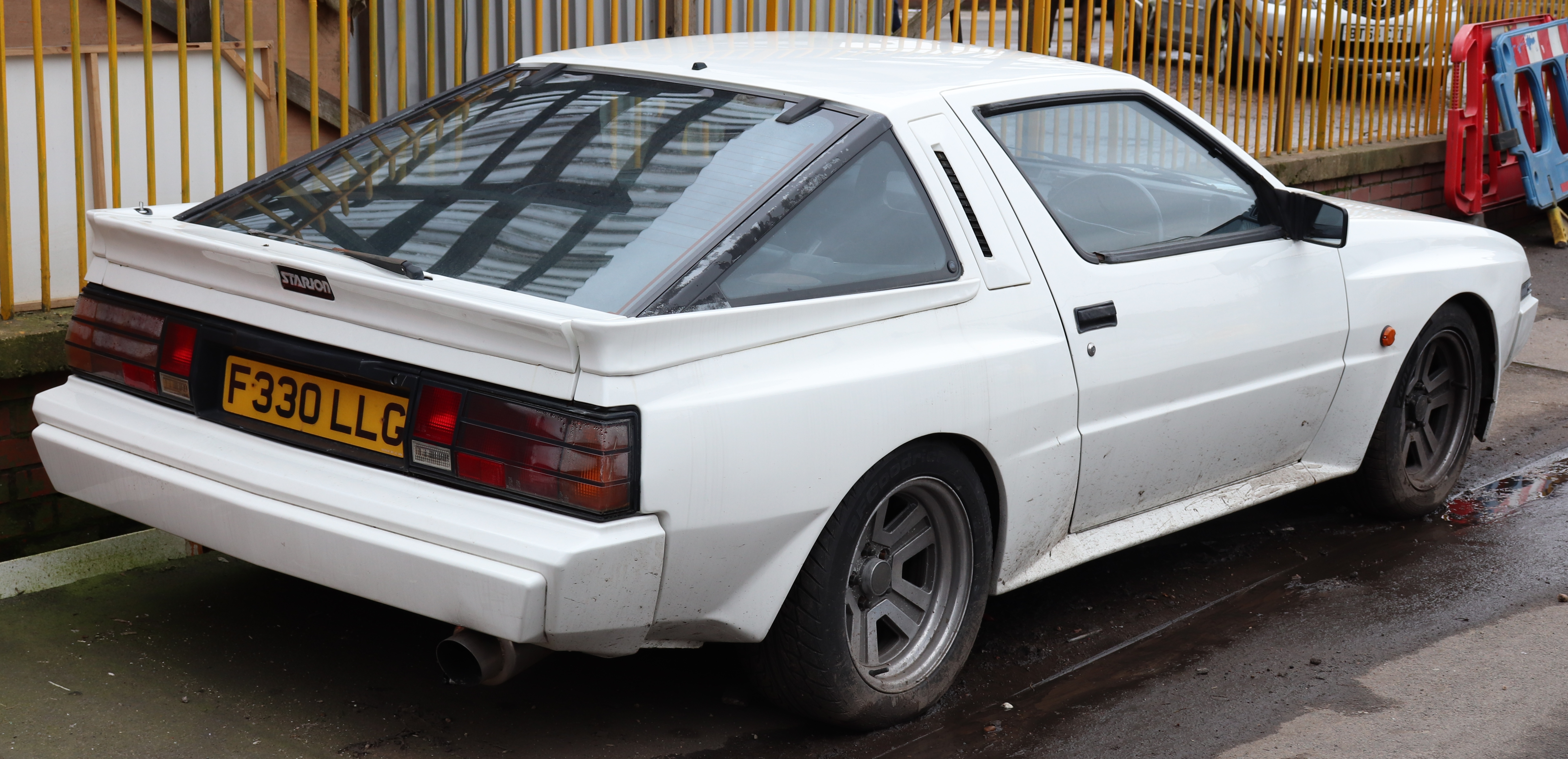
Mitsubishi Starion

Спочатку на Starion встановлювали тільки два типи 2-літрових двигунів: 4-циліндровий рядний SOHC з турбонаддувом потужністю 145 к.с. і 4-циліндровий рядний SOHC потужністю 115 к.с. Однак в 1983 році стали випускати моделі модифікації 2000GSR-III, оснащені двигуном з турбіною та інтеркулером, здатним розвивати потужність в 175 «коней». Ця модель була однією з перших, що прокладають дорогу до «високого» стилю оформлення автомобіля в цілому.
Крім того, в 1983 році з'явилася модифікація 2000GSR-VR, кузов який комплектується бічними підніжками і широкими, «роздутими» крилами. Шанувальників американських автомобілів не влаштовував 2-літровий двигун потужністю 175 к.с. і зовнішній вигляд Starion. Вони хотіли ще більш потужний двигун і більш широкі крила. У 1988 році, нарешті, в модельний ряд була офіційно додана версія GSR-VR з двигуном об'ємом 2,6 л. Ця спортивна машина, що має американський вигляд, характеризувалася відмінними ходовими якостями завдяки потужному двигуну з високим крутним моментом при потужності 175 к.с.
Starion є одним з перших сучасних японських автомобілів з турбонаддувом, які використовують електронне впорскування палива.

## Двигуни

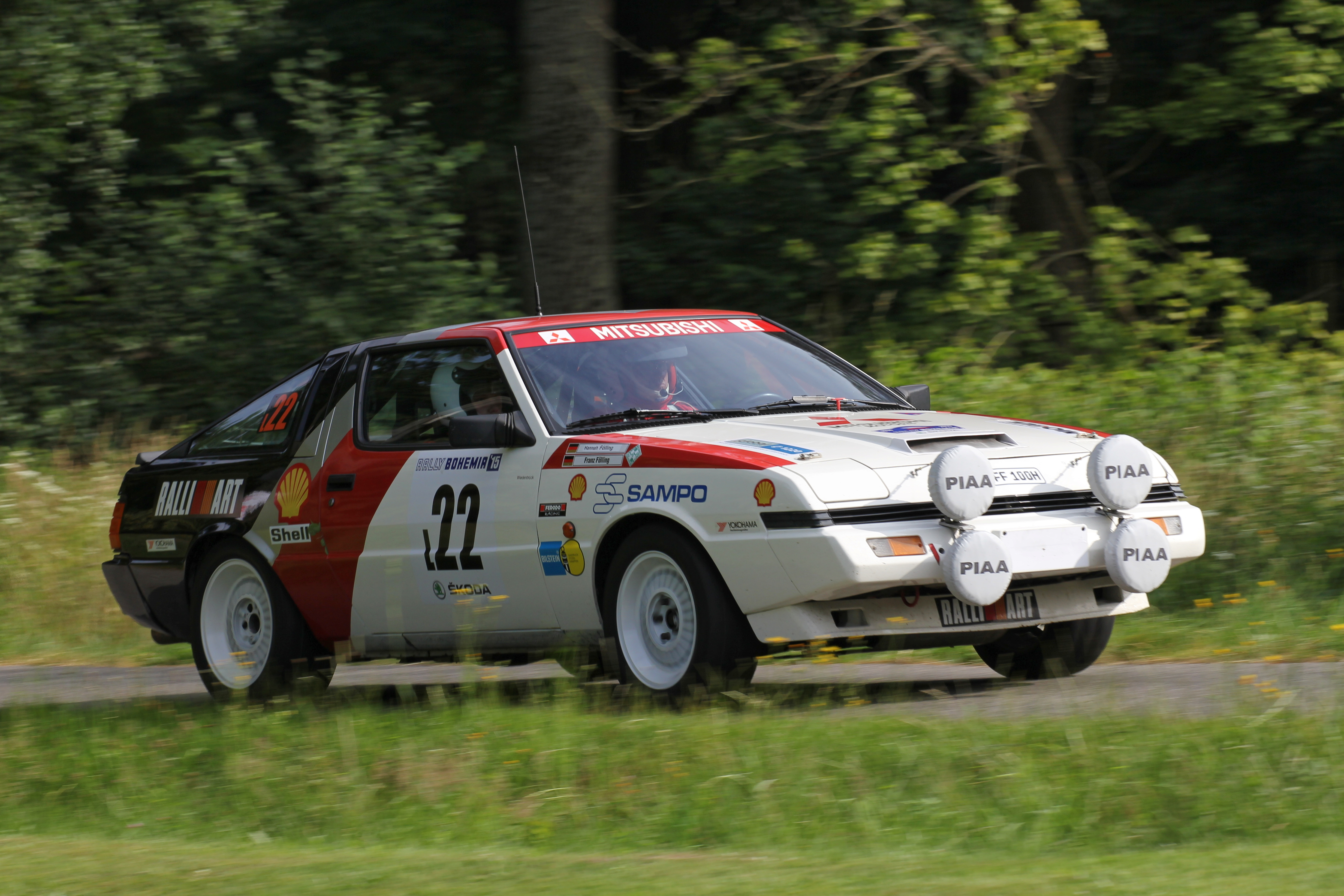
В ралі

- 2.0 л 4G63 I4 115 к.с.
- 2.0 л 4G63T I4 145 к.с.
- 2.0 л 4G63T I4 170 к.с.
- 2.6 л 4G54T I4 147 к.с.
- 2.6 л 4G54T I4 178 к.с.
- 2.6 л 4G54T I4 191 к.с.